# 新加坡内部安全局
1°19′24.58″N 103°50′38.72″E / 1.3234944°N 103.8440889°E
新加坡内部安全局，隸屬於新加坡內政部，為新加坡负责国内情报的安全机构，具有未经审判而扣留个人的权力。其宗旨是预防和解决国家安全威胁，包括国际恐怖主义、外国颠覆和间谍活动。监视和解决共产主义潜在威胁。防止可能影响公共秩序的紧张局势，监测、逮捕恐怖份子和激进分子或保护新加坡的国家安全。其成员大部由新加坡警察部队组成。

## 历史
新加坡英屬时期就设有安全部门。在新加坡獨立后，内部安全局于1970年成立。